# Melandrya incostata
Melandrya incostata là một loài bọ cánh cứng trong họ Melandryidae. Loài này được Fairmaire miêu tả khoa học năm 1889.